# تشيوسي
تشيوسي ( اليونانية القديمة : Klysion ، Κλύσιον ؛ اللاتينية : Clusium ) هي بلدة ومدينة في مقاطعة سيينا ، تسكانة ، إيطاليا.

## تاريخ

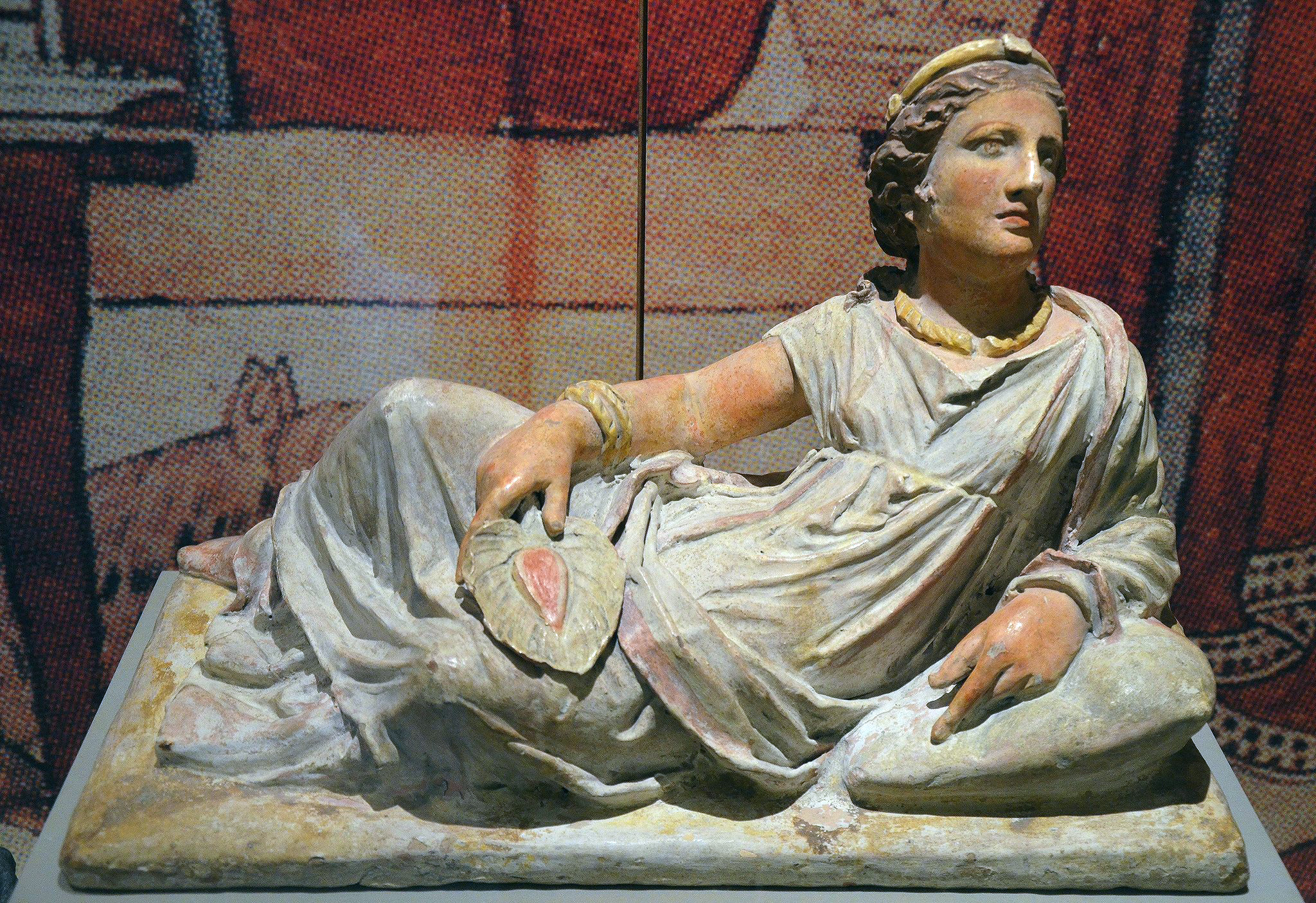
تمثال من تشيوسي في متحف بادن الأراضي الكارلسروهية ، ألمانيا

كانت كلوسيوم واحدة من أقوى المدن في الرابطة الأترورية . جاء تشيوسي تحت تأثير روما في القرن الثالث قبل الميلاد وشارك في الحرب الاجتماعية .
في عام 540 بعد الميلاد احتلها القوط الشرقيون وأصبحت فيما بعد مقرًا لدوقية لومبارديون. من القرن الحادي عشر كانت تحت حكم الأسقف المحلي.
دمرت الملاريا المنطقة في العصور الوسطى ولم تتعافى المدينة حتى تم تجفيف نهر فالديشيانا في القرن الثامن عشر.

## المعالم السياحية الرئيسية
تضم الأراضي المنخفضة حول تشيوسي العديد من المقابر لهذه الحضارة. يعد متحف إتروسكان من تشيوسي أحد أهم مستودعات الآثار الأترورية في إيطاليا.

## المدن التوأم
- Andrézieux-Bouthéon, France
- Neu Isenburg, Germany